# Plebisciet van 21 en 22 november 1852
Het plebisciet van 21 en 22 november 1852 was een plebisciet dat werd georganiseerd tijdens het Tweede Franse Keizerrijk waarbij de 10.203.458 kiesgerechtigde (uitsluitend mannelijke) Fransen de vraag werd voorgelegd of zij akkoord gingen met de oprichting van het Tweede Franse Keizerrijk met Napoleon III als keizer door de keizerlijke waardigheid in de Franse grondwet van 1852 in te schrijven.
96,86% van de opgedaagde kiesgerechtigden stemden in met de oprichting van het Keizerrijk. Er was een opkomst van 79,8%.
Enkele dagen na het plebisciet, op 2 december 1852, werd het Tweede Franse Keizerrijk officieel opgericht. President Lodewijk Napoleon Bonaparte werd die dag Keizer der Fransen. Het zou blijven bestaan tot 4 september 1870.

## Uitslag
| Keuze                 | Aantal stemmen | Percentage |
| Ja                    | 7.824.189      | 96,86%     |
| Nee                   | 253.145        | 3,14%      |
| Geldige stemmen       | 8.077.334      | 99,2%      |
| Ongeldige stemmen     | 63.326         | 0,8%       |
| Totaal aantal stemmen | 8.140.660      | 100%       |